# Loxodonta cyclotis pumilio
El elefante africano pigmeo (Loxodonta cyclotis pumilio), es una supuesta subespecie de pequeño tamaño del elefante selvático, que habitaría en las selvas de África Central.
Fue descrita por primera vez por el zoólogo alemán Theodore Noack tras examinar un macho capturado vivo en el entonces Congo Belga. Dicho ejemplar, que aparente presentaba un color general rojizo, fue bautizado como "Congo", y trasladado al zoológico de Nueva York, donde murió en 1916 con apenas 2 m de altura, el tamaño de un elefante asiático de Sumatra. 
Los que defienden la autenticidad de esta subespecie citan también el hecho de que los pueblos indígenas de la zona hablan de tres tipos distintos de elefantes y no dos, describiendo a uno de ellos como mucho más pequeño y agresivo. También se cita un video filmado en 1989 por los zoólogos también germanos Martin Eisentraut y Wolfgang Bohme, en el que se ve lo que según ellos es una manada de crías y hembras adultas que no superaban el metro y medio.[cita requerida]
La mayor parte de la comunidad científica considera que no hay indicios suficientes para dar por válida esta subespecie, pues muchos de sus rasgos coinciden con los del elefante de bosque, y los supuestos elefantes pigmeos podrían ser individuos enanos de esta especie (de la que sólo los separa medio metro de altura) o inmaduros, puesto que a los elefantes de bosque se les desarrollan los colmillos antes que a los de sabana, durante la adolescencia, dándoles una falsa apariencia de adultos en miniatura.
La prestigiosa página web Mammal Species of the World lo considera sinónimo del elefante de bosque (Loxodonta cyclotis).